# Strijkkwartet nr. 4 (Beethoven)
Het Strijkkwartet Nr. 4 in C klein, opus 18/4  is een vierdelige compositie voor strijkkwartet van Ludwig van Beethoven, die in 1799 voltooid werd. Het is het enige kwartet in mineur van opus 18.

## Ontstaan
Het vierde strijkkwartet wordt meestal als de minste beschouwd van de zes die opus 18 vormen. Lang werd gedacht dat er geen schetsen bewaard waren gebleven en dat dit een aanwijzing was dat het werk vroeger al was ontstaan of was samengesteld uit eerdere werken van Beethoven, misschien zelfs uit de periode dat Beethoven nog in Bonn woonde. Musicoloog Sieghard Brandenburg heeft echter aangetoond dat er wel degelijk schetsen van het werk zijn, daterend van juni 1799. Soms wordt zelfs aangenomen dat dit kwartet als laatste van de zes werd geschreven.

## Delen
| opus 18/4 Strijkkwartet Nr 4 (Beethoven) | opus 18/4 Strijkkwartet Nr 4 (Beethoven) | opus 18/4 Strijkkwartet Nr 4 (Beethoven)    | opus 18/4 Strijkkwartet Nr 4 (Beethoven) | opus 18/4 Strijkkwartet Nr 4 (Beethoven) | opus 18/4 Strijkkwartet Nr 4 (Beethoven) | opus 18/4 Strijkkwartet Nr 4 (Beethoven) |
| Opus                                     | deel                                     | Aanduiding                                  | Maatsoort                                | Toonsoort                                | Duur                                     | Opmerking                                |
| ---------------------------------------- | ---------------------------------------- | ------------------------------------------- | ---------------------------------------- | ---------------------------------------- | ---------------------------------------- | ---------------------------------------- |
| 18/4                                     | I                                        | Allegro ma non tanto                        | 4/4                                      | c                                        | ca. 8' 24"                               |                                          |
|                                          | II                                       | Scherzo: Andante scherzoso quasi Allegretto | 3/8                                      | C                                        | ca. 6' 57"                               | (Trio c 3/4)                             |
|                                          | III                                      | Menuetto (Allegretto & Trio)                | 3/4                                      | c                                        | ca. 3' 22"                               |                                          |
|                                          | IV                                       | Allegro                                     | 4/2                                      | c                                        | 4' 24"                                   |                                          |

1. Lyrisch thema in mineur en een daaraan sterk verwant tweede thema (begint in altviool) bepalen de sfeer van het deel. Het blijft gebonden aan het idioom van de Mannheimer school: “niets revolutionairs”
2. Ontspannen speelmuziek met staccato simpel thema dat de sfeer domineert.
3. De lyrische ook patethische puls van het eerste deel lijkt weer te worden opgepakt.
4. Het zonder pauze beginnende slotdeel is een Rondofinale met een aantrekkelijke zigeunerachtige melodie als hoofdthema. Op effect geschreven met onder andere tot prestissimo versnellen in het slot.